# Generation O!
Generation O! (2000–2001) – amerykański serial animowany emitowany w Polsce w telewizji ZigZap.

## Fabuła
Serial opowiada o ośmioletniej dziewczynce Molly, która w dzień uczy się w szkole, a wieczorami staje się gwiazdą rocka mającą miliony fanów, purpurową limuzynę z odkrywanym dachem i oczywiście mnóstwo platynowych płyt. Poza tym ma też starszego brata Buzza i najlepszego przyjaciela Chada, na których to zawsze może liczyć.

## Wersja polska
Wersja polska: na zlecenie CANALu+ – Start International Polska
Tekst: Agnieszka Farkowska
Czytał: Jan Czernielewski

## Spis odcinków
| Premiera odcinka | Nr | Polski tytuł                       | Angielski tytuł        |
| ---------------- | -- | ---------------------------------- | ---------------------- |
|                  |    |                                    |                        |
| SERIA PIERWSZA   |    |                                    |                        |
|                  |    |                                    |                        |
| 26.04.2008       | 01 | Mokra plama                        | Damp Sheets            |
|                  |    |                                    |                        |
| 03.05.2008       | 02 | Kryjówka                           | Our House              |
|                  |    |                                    |                        |
| 10.05.2008       | 03 | Plagiat                            | You Copied             |
|                  |    |                                    |                        |
| 17.05.2008       | 04 | Migdałki                           | Deviated Tonsils       |
|                  |    |                                    |                        |
| 24.05.2008       | 05 | Kolczyki                           | Pierced Ears           |
|                  |    |                                    |                        |
| 31.05.2008       | 06 | Dziewczyny anioły, chłopaki matoły | Girls Rule, Boys Drool |
|                  |    |                                    |                        |
| 07.06.2008       | 07 | Chłopaki to chłopaki               | Boys May Be Boys       |
|                  |    |                                    |                        |
| 14.06.2008       | 08 | Konkurs sobowtórów                 | Look Alike             |
|                  |    |                                    |                        |
| 21.06.2008       | 09 | Pora spać                          | Bedtime Blues          |
|                  |    |                                    |                        |
| 28.06.2008       | 10 | Solista                            | Going Solo             |
|                  |    |                                    |                        |
| 05.07.2008       | 11 | Samotna frytka                     | Lone Fry               |
|                  |    |                                    |                        |
| 12.07.2008       | 12 | Pokój Bazza                        | Buzz’s Room            |
|                  |    |                                    |                        |
| 19.07.2008       | 13 |                                    | The Defiant One        |
|                  |    |                                    |                        |